# Callilepis pluto
Espèce
Synonymes
- Callilepis femoralis Banks, 1911

Callilepis pluto est une espèce d'araignées aranéomorphes de la famille des Gnaphosidae.

## Distribution
Cette espèce se rencontre aux États-Unis au Maine, au New Hampshire, au Vermont, au Massachusetts, au Connecticut, dans l'État de New York, au New Jersey, en Pennsylvanie, en Virginie-Occidentale, en Virginie, en Caroline du Nord, en Géorgie, en Alabama, au Tennessee, en Ohio, au Michigan, au Wisconsin, en Illinois, en Iowa, au Minnesota, au Dakota du Nord, au Dakota du Sud, au Wyoming, au Colorado, au Montana, en Idaho, au Oregon et au Washington et au Canada en Colombie-Britannique, en Alberta, dans les Territoires du Nord-Ouest, en Saskatchewan, au Manitoba, en Ontario, au Québec et en Nouvelle-Écosse,,.

## Description
Les mâles mesurent 3,99 mm en moyenne et les femelles 5,51 mm.

## Publication originale
- Banks, 1896 : New North American spiders and mites. Transactions of the American Entomological Society, vol. 23, p. 57-77 (texte intégral).